# Lawkanat-1
Lawkanat-1, auch MMSATS-1 genannt, ist ein 50 kg schwerer, etwa 50 × 50 × 50 cm großer Erdbeobachtungssatellit und der erste Satellit Myanmars. Der Satellit wurde an der japanischen Universität Hokkaidō zusammen mit Gaststudenten von der Myanmar Aerospace Engineering University gebaut. Am 20. Februar 2021 wurde er an Bord des US-amerikanischen Raumfrachters Cygnus NG-15 zur Internationalen Raumstation (ISS) gebracht. Wegen des Militärputschs in Myanmar im Februar 2021 beschlossen die japanische Raumfahrtbehörde JAXA und die Universität Hokkaidō zunächst, den Satelliten auf der ISS festzuhalten. Menschenrechtler befürchteten, dass die Putschisten den Satelliten militärisch nutzen könnten. Eigentlich ist er zur Umweltbeobachtung und Mineralienprospektion sowie für den Katastrophenschutz vorgesehen. Am 22. März 2021 wurde der Satellit dann doch ins All ausgesetzt. Nach Angaben der Universität Hokkaidō werde er zunächst nur von Japan aus betrieben; Myanmar verfüge noch gar nicht über die dafür nötige Ausrüstung. Der Satellit trat am 4. April 2023 wieder in die Erdatmosphäre ein und verglühte.
Im Rahmen desselben Universitätsprojekts wurde noch ein weiterer Satellit derselben Größe gebaut, dessen Start noch nicht erfolgt ist. Die Kosten für das gesamte Projekt – einschließlich der Ausbildung der myanmarischen Raumfahrttechnikstudenten in Japan und der Satellitenstarts – belaufen sich auf 16 Millionen US-Dollar. Sie werden vollständig von Myanmar getragen.
Die japanischen Geschäfte mit Myanmar und die Unterstützung des Landes bei der Entwicklung eigener Raumfahrttechnik hatten erhebliche Kritik von Menschenrechtsaktivisten nach sich gezogen. Japan hatte dem entgegengehalten, dass Myanmar sich die Technologie andernfalls von anderen Ländern wie China besorgen würde.